# 妮娜大陸

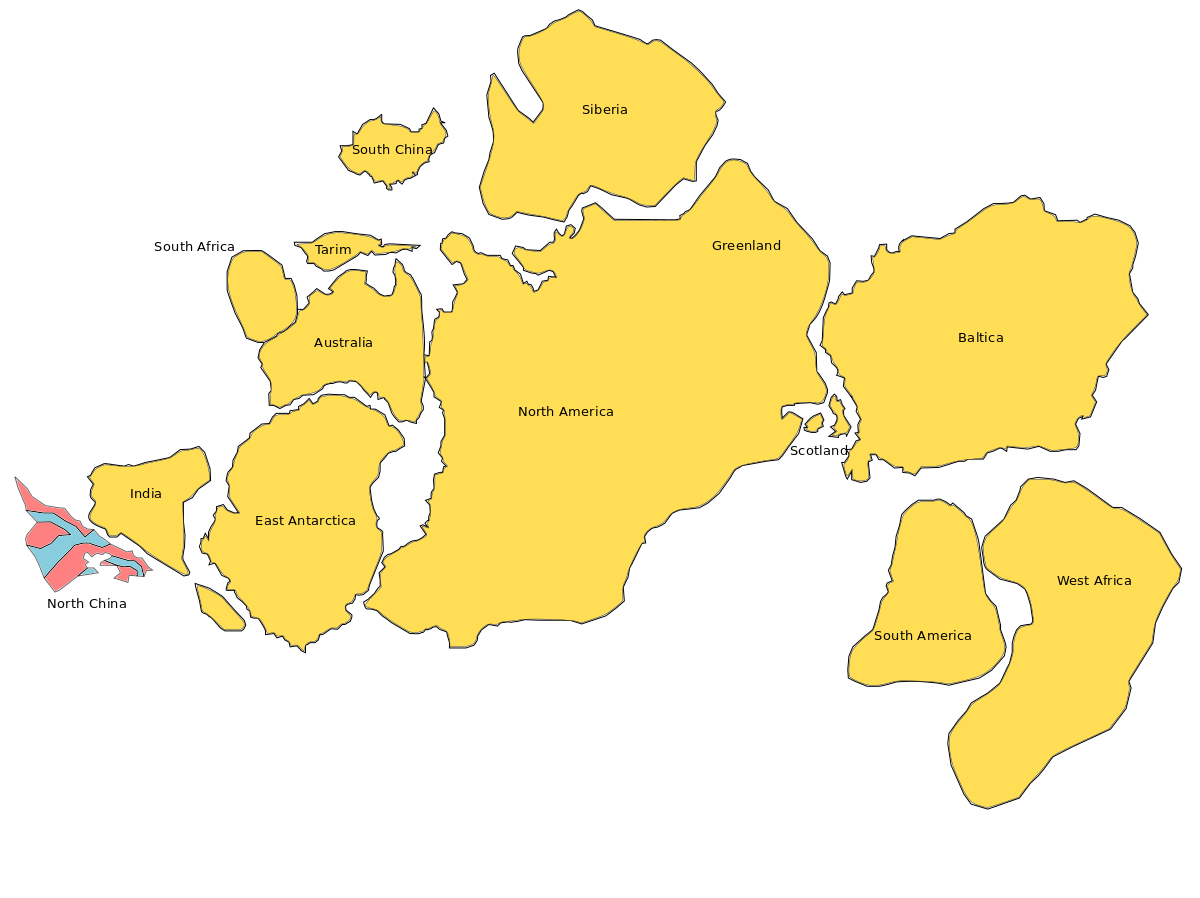
哥伦比亚超大陆内，各个现代大陆的位置与朝向

妮娜大陸（Nena）是一個遠古的較小規模超大陸，由北極大陸、波羅地大陸和東南極克拉通的多個克拉通組成。妮娜大陸大約在18億年前組成，後來成為全球性超大陸哥倫比亞大陸的一部分。Nena是北歐（Northern Europe）和北美洲（North America）的首字母縮略字組成的新字。
妮娜大陆的概念于1990年提出。那以来，有人陆续提出相似的元古宙超大陆，如哥伦比亚超大陆和北极大陆，其中包含其他太古宙克拉通，如西伯利亚大陆和东南极克拉通。
妮娜大陆形成于约19亿年前，经过彭诺克造山运动、Makkovika造山运动、凯蒂利德造山运动和瑞典芬造山运动形成。然而，由于妮娜大陆并不包含几个已知的太古宙克拉通，如位于今日印度和澳洲的几个，很难说妮娜大陆是传统意义上的“超大陆”。妮娜大陆的面积大于努娜大陆，多出来的部分有安哥拉、南极洲、波罗的大陆、劳伦大陆、西伯利亚大陆等地块。妮娜大陆可被视作是哥伦比亚超大陆的核心部分
妮娜大陆首先是在元古宙期间，原劳伦大陆南部和原波罗的大陆西部互相碰撞而产生的。再加上安哥拉大陆、南极大陆和西伯利亚大陆，便是今日所谓妮娜大陆。
在形成原妮娜大陆的微地块融合过程中，发生了造山运动和大陆岩浆增生等地质活动。这些活动的副产品散布各处，如安大略西南、不列颠群岛西北和格陵兰等地。这些副产品典型的如Makkovik造山带西北的Marquette组、Moran湖和Aillik下游组等。这些地质发现提供了提出妮娜大陆的地质基础。
妮娜大陆与索德柏立盆地冲击事件有关。